# Чагарниця рудохвоста
Чагарни́ця рудохвоста (Trochalopteron milnei) — вид горобцеподібних птахів родини Leiothrichidae. Мешкає в Південно-Східній Азії. Вид названий на честь французького орнітолога Альфонса Мілна-Едвардса.

## Опис
Довжина птаха становить 26-28 см, вага 66-93 г. Забарвлення переважно тьмяно-охристо-сіре. Тім'я рудувато-коричневе, обличчя чоренувате, скроні білі. Хвіст і крила яскраво-червоні.

## Підвиди
Виділяють чотири підвиди:
- T. m. sharpei Rippon, 1901 — від північної М'янми і китайських провінцій Юньнань і Гуансі до північного Індокитаю;
- T. m. vitryi (Delacour, 1932) — південний Лаос;
- T. m. sinianum Stresemann, 1930 — північно-східний Сичуань, північ Гуйчжоу, центр і північний схід Гуансі, південний Хунань і північний Гуандун;
- T. m. milnei David, A, 1874 — північно-західний Фуцзянь.

## Поширення і екологія
Рудохвості чагарниці мешкають в Китаї, М'янмі, Таїланді, Лаосі і В'єтнамі. Вони живуть в підліску вічнозелених широколистяних лісів, у чагарникових заростях і на луках. Зустрічаються на висоті від 610 до 2500 м над рівнем моря. Живляться комахами, ягодами і плодами. Сезон розмноження триває з квітня по червень. Гніздо чашоподібне, робиться з трави і бамбука, розміщується на висоті 1 м над земле. В кладці 2-3 яйця, інкубаційний пераод триває 17-18 днів. Пташенята покидають гніздо через 14-16 днів.